# Big Valley (Alberta)
Big Valley est un village (village) du Comté de Stettler No 6, situé dans la province canadienne d'Alberta.

## Démographie
En tant que localité désignée dans le recensement de 2011, Big Valley a une population de 364 habitants dans 168 de ses 187 logements, soit une variation de 3.7% avec la population de 2006. Avec une superficie de 1,835 3 km2, village possède une densité de population de 198,332 7 hab/km2 en 2011.
Concernant le recensement de 2006, Big Valley abritait 351 habitants dans 167 de ses 179 logements. Avec une superficie de 1,835 3 km2, village possédait une densité de population de 191,2 hab/km2 en 2006.
| 2001 | 2006 | 2011 | 2016 |
| ---- | ---- | ---- | ---- |
| 340  | 351  | 364  | 346  |